# Gerald Baumgartner
Gerald Baumgartner (Oberndorf bei Salzburg, Austria, 14 de noviembre de 1969) es un exfutbolista y entrenador austriaco. Actualmente se encuentra sin equipo.

## Trayectoria como entrenador

### Principios de su carrera
Su carrera como entrenador comenzó en el 2003 en la cantera del Austria Salzburg. En el 2005 pasa a dirigir como segundo entrenador al equipo filial del Red Bull Salzburg, el FC Liefering. En  dicho club se convirtió en el entrenador del 8 de abril de 2011 al 31 de diciembre de 2011. El 1 de enero de 2012 pasó a ser entrenador del FC Pasching hasta el 4 de septiembre de 2013.

### SKN St. Pölten
Un año después, el 5 de septiembre de 2014, entrenó al SKN St. Pölten hasta que se convirtió en entrenador del Austria de Viena el 27 de mayo de 2014. Baumgartner llevó al St. Pölten a la final de la Copa de Austria en la temporada 2013-14 con lo que logró clasificar al equipo para la Liga Europa de la UEFA 2014-15.

### Austria de Viena
El 27 de mayo de 2014 Baumgartner se convirtió en entrenador del Austria de Viena. El estilo que quería implementar era una presión agresiva. Su primer partido oficial fue una victoria por 6-0 en la primera ronda de la Copa de Austria contra el First Vienna FC, sin embargo tras esa victoria el equipo no ganó ninguno de sus primeros siete partidos en la Bundesliga con cinco empates y dos derrotas. Baumgartner fue cesado el 22 de marzo de 2015 después de perder 1-0 ante el SV Ried el día anterior.

### Austria Salzburg
El 18 de diciembre de 2015 Baumgartner fue presentado como el nuevo entrenador y director deportivo de Austria Salzburg en el que estuvo durante una temporada.

### SV Mattersburg
Baumgartner fue nombrado entrenador del SV Mattersburgo el 2 de enero de 2017 como sustituto de Ivica Vastić pues el equipo se encontraba sólo con 14 puntos.

### SV Ried
El 1 de enero de 2019, Baumgartner asumió el cargo de entrenador y director deportivo del club SV Ried de la Erste Liga. En la temporada 2019/20 logra el ascenso a la Bundesliga al proclamarse campeón. En diciembre de 2020 es destituido de ambos cargos.

### SKN St. Pölten
En abril de 2020 es contratado por el St. Pölten para evitar el descenso a la 2.Liga en sustitución del entrenador interino Georg Zellhofer. Sin embargo una serie de malos resultados, que acabaron con el equipo descendiendo de categoría, le llevaron a ser destituido.

## Estadísticas como entrenador
Actualizado al último partido el 30/6/2021
| Club                         | País    | Año         | P    | PG | PE | PP | % v.   |
| ---------------------------- | ------- | ----------- | ---- | -- | -- | -- | ------ |
| Austria Salzburg Junior      | Austria | 2003 - 2005 |      |    |    |    |        |
| FC Liefering (2º Entrenador) | Austria | 2005 - 2012 | 3(1) | 3  | 0  | 0  | 100%   |
| FC Pasching                  | Austria | 2012 - 2013 | 9    | 7  | 0  | 2  | 77,77% |
| SKN St. Pölten               | Austria | 2013 - 2014 | 33   | 16 | 8  | 9  | 48,48% |
| Austria de Viena             | Austria | 2014 - 2015 | 29   | 11 | 9  | 9  | 37,93% |
| Austria Salzburg             | Austria | 2015 - 2016 | 17   | 3  | 5  | 9  | 17,64% |
| SV Mattersburgo              | Austria | 2017 - 2018 | 62   | 27 | 12 | 23 | 43,54% |
| SV Ried                      | Austria | 2019 - 2020 | 61   | 36 | 10 | 15 | 59,01% |
| SKN St. Pölten               | Austria | 2021        | 6    | 0  | 1  | 5  | 0%     |

## Palmarés
- Austrian Regional League: 2011 (con el FC Liefering)
- Salzburger Fußballcup: 2011 (con el FC Liefering)
- Copa de Austria: 2013 (con el FC Pasching)
- Erste Liga: 2019/20 (con el SV Ried)